# 氏家車站

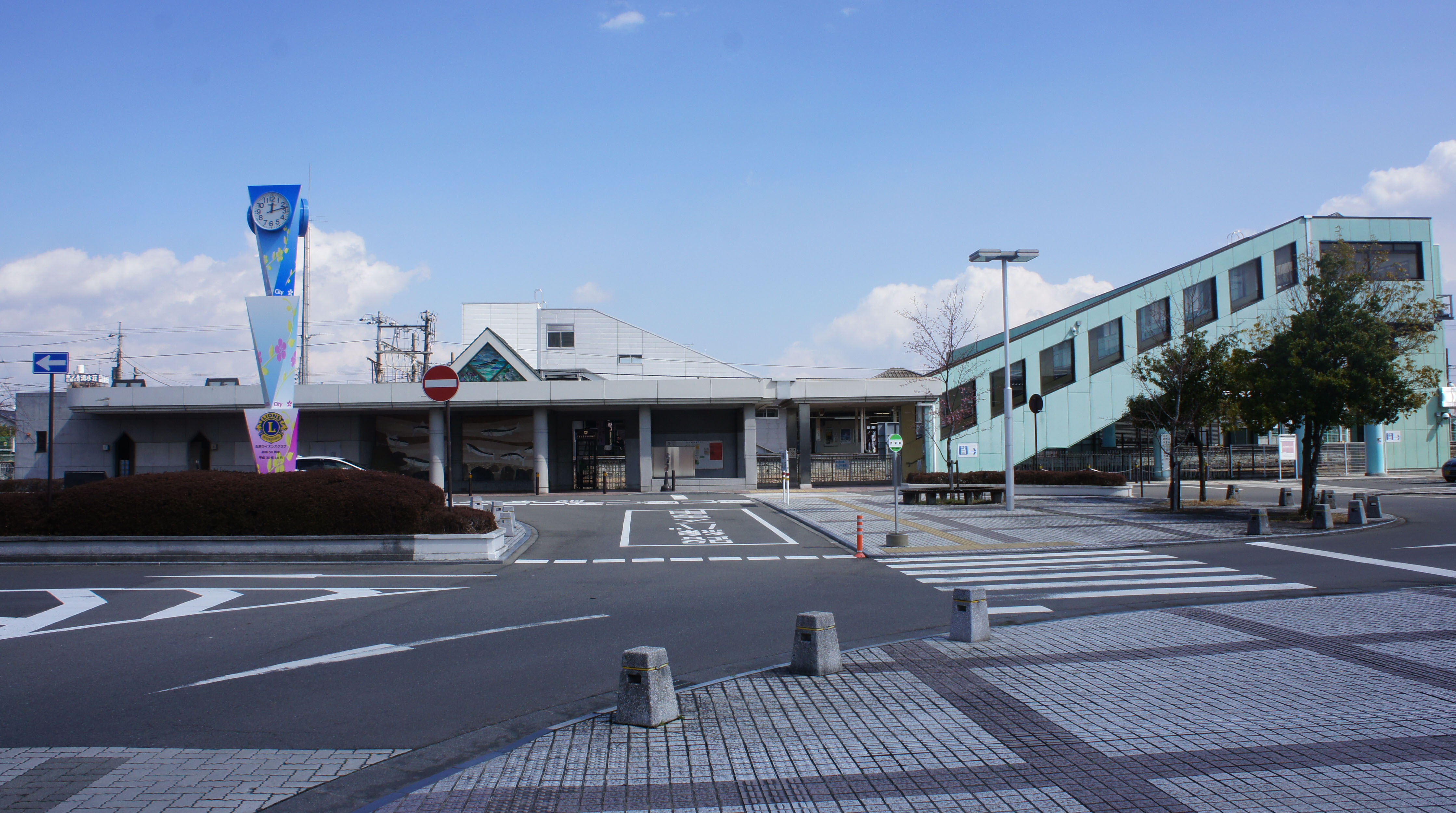
西口（2019年3月）

氏家車站（日语：／ Ujiie eki */?）是由東日本旅客鐵道（JR東日本）所經營的鐵路車站，位於日本栃木縣櫻市，是JR東日本宇都宮線沿線的車站（但在正式路線規劃上，其實是東北本線的一站）。在2007年之前，氏家車站也曾是日本貨物鐵道（JR貨物）的貨運車站，但目前貨運車站的運作早已廢止，貨物的收發業務也已停辦。

## 車站結構
側式月台1面1線與島式月台1面2線、合計2面3線的地面車站。設有對應Suica的自動閘機與指定席售票機。

### 月台配置
| 月台 | 路線                  | 方向 | 目的地                                                 | 備註                     |
| ---- | --------------------- | ---- | ------------------------------------------------------ | ------------------------ |
| 1、2 | ■宇都宮線（東北本線） | 上行 | 宇都宮、大宮、東京、橫濱、大船方向 （包括■上野東京線） | 2號月台只限此站始發      |
| 3    | ■宇都宮線（東北本線） | 下行 | 矢板、那須鹽原、黑磯方向                               | 矢板、那須鹽原、黑磯方向 |

（來源：JR東日本:車站構內圖 （页面存档备份，存于））

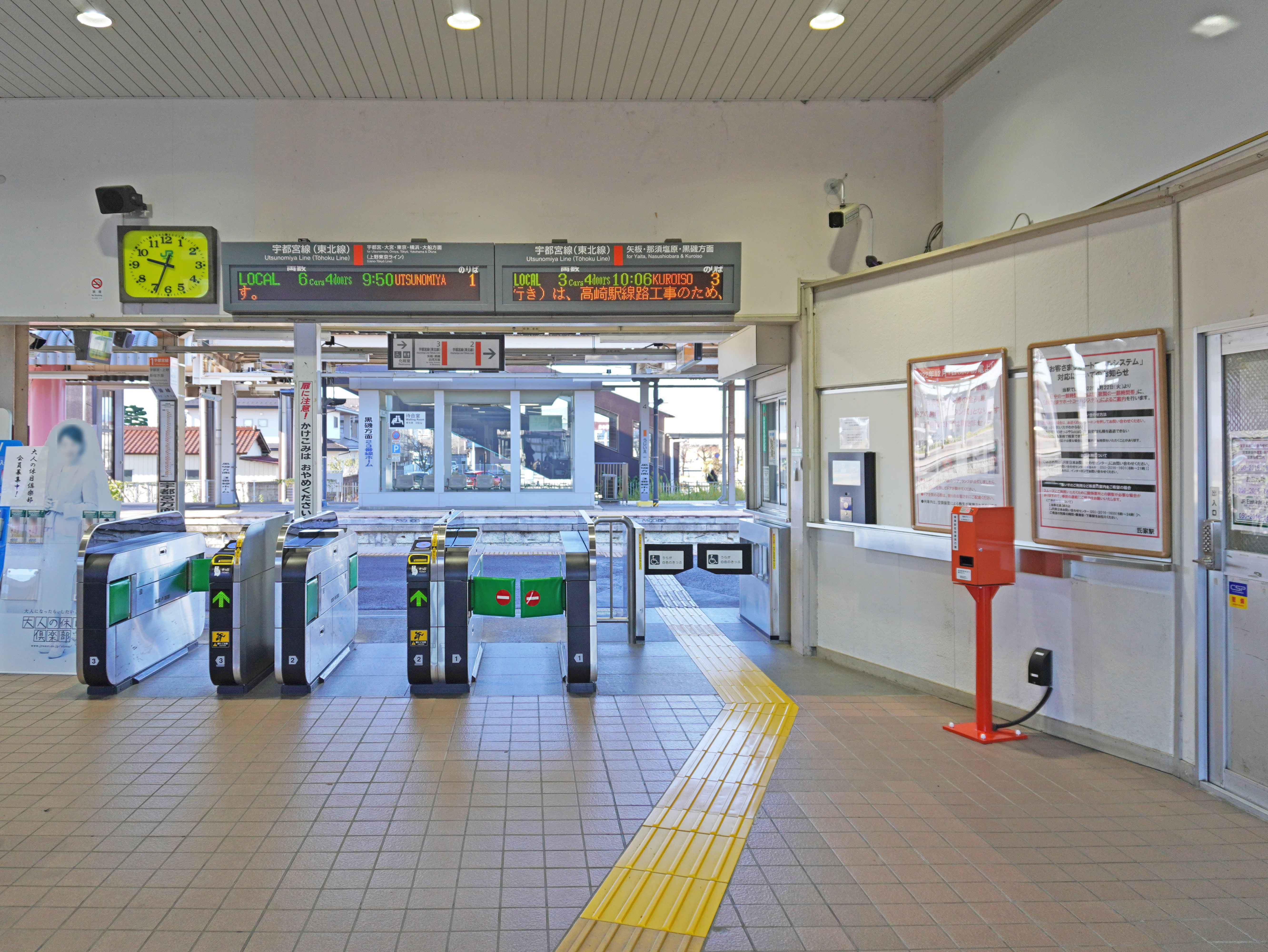
驗票口（2022年11月）
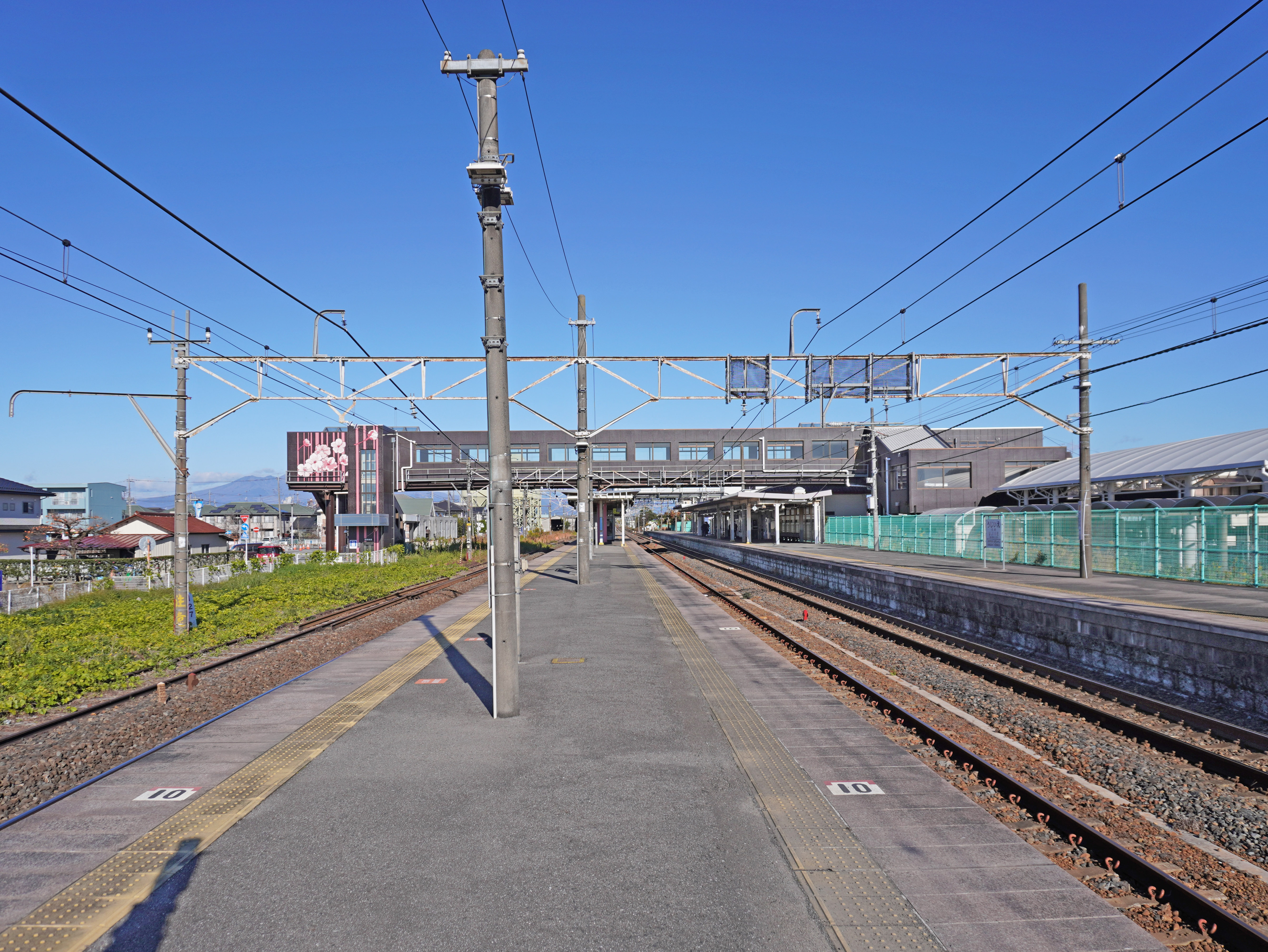
月台（2022年11月）
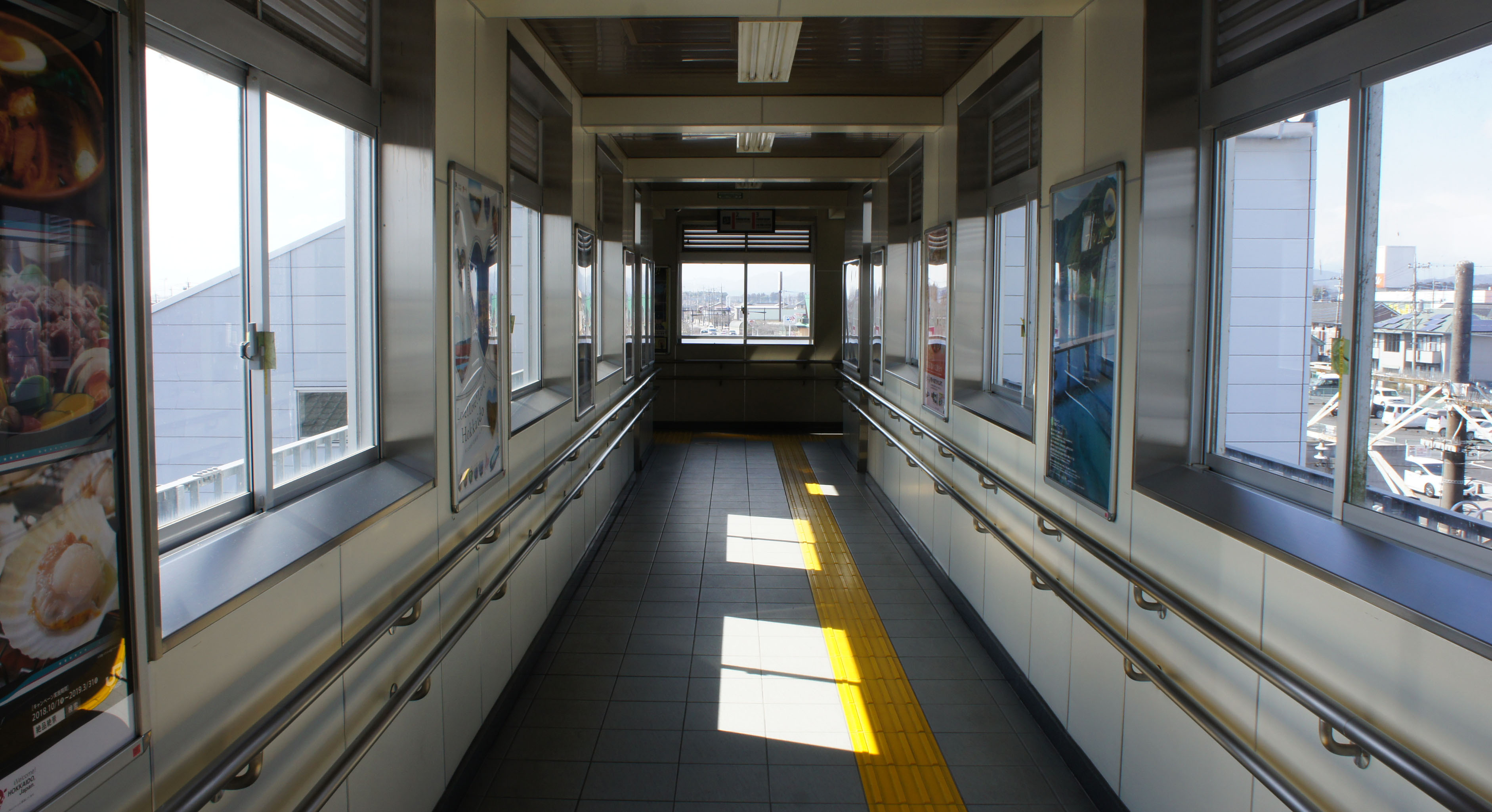
跨線天橋（2019年3月）
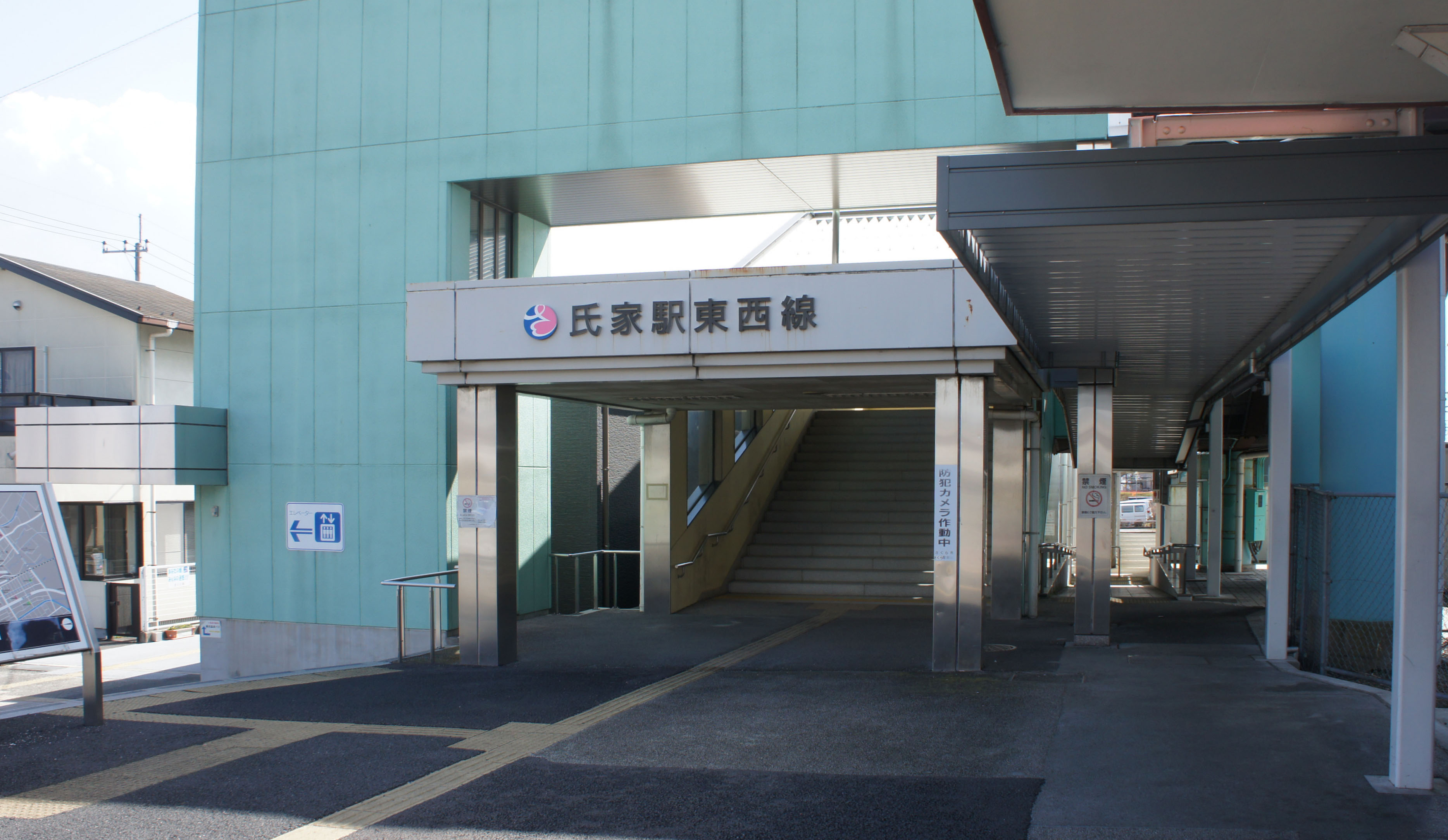
聯絡橋出入口（2019年3月）
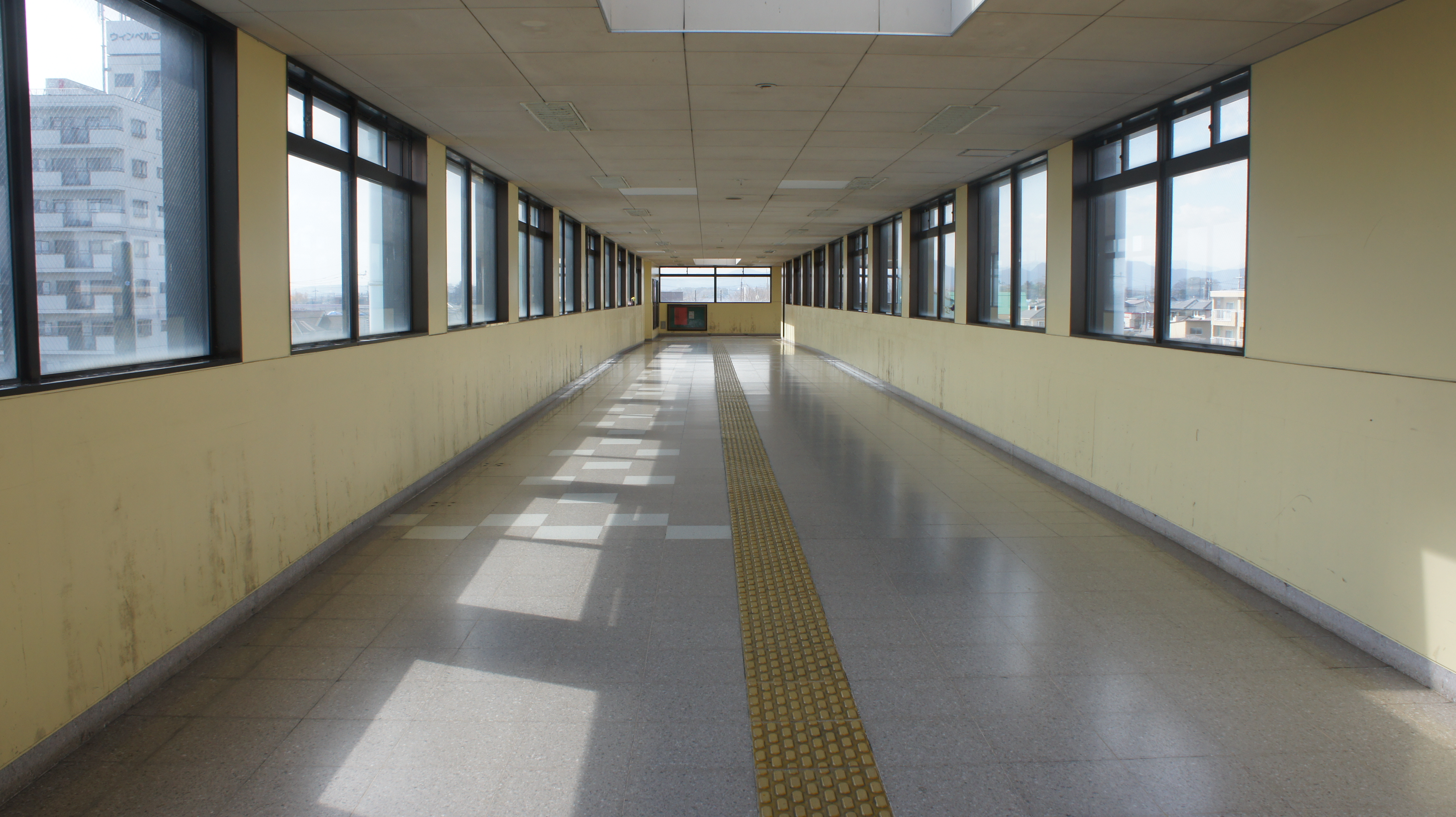
聯絡橋內（2019年3月）

## 使用情況
根據JR東日本，2019年（令和元年）度1日平均上車人次為3,222人。
近年推移如下表。
| 上車人次推移       | 上車人次推移     | 上車人次推移    |
| 年度               | 1日平均 上車人次 | 來源            |
| ------------------ | ---------------- | --------------- |
| 2000年（平成12年） | 2,902            | [ 利用客数 2 ]  |
| 2001年（平成13年） | 2,853            | [ 利用客数 3 ]  |
| 2002年（平成14年） | 2,852            | [ 利用客数 4 ]  |
| 2003年（平成15年） | 2,925            | [ 利用客数 5 ]  |
| 2004年（平成16年） | 2,898            | [ 利用客数 6 ]  |
| 2005年（平成17年） | 2,879            | [ 利用客数 7 ]  |
| 2006年（平成18年） | 2,854            | [ 利用客数 8 ]  |
| 2007年（平成19年） | 2,896            | [ 利用客数 9 ]  |
| 2008年（平成20年） | 2,938            | [ 利用客数 10 ] |
| 2009年（平成21年） | 2,928            | [ 利用客数 11 ] |
| 2010年（平成22年） | 2,899            | [ 利用客数 12 ] |
| 2011年（平成23年） | 2,910            | [ 利用客数 13 ] |
| 2012年（平成24年） | 3,007            | [ 利用客数 14 ] |
| 2013年（平成25年） | 3,078            | [ 利用客数 15 ] |
| 2014年（平成26年） | 3,025            | [ 利用客数 16 ] |
| 2015年（平成27年） | 3,096            | [ 利用客数 17 ] |
| 2016年（平成28年） | 3,125            | [ 利用客数 18 ] |
| 2017年（平成29年） | 3,164            | [ 利用客数 19 ] |
| 2018年（平成30年） | 3,215            | [ 利用客数 20 ] |
| 2019年（令和元年） | 3,222            | [ 利用客数 21 ] |

## 相鄰車站
東日本旅客鐵道
■宇都宮線
■通勤快速、■快速「Rabbit」、■普通
寶積寺－氏家－蒲須坂

### 曾經存在的路線
喜連川人車軌道
喜連川人車軌道線
氏家－並木

### 使用情況
1. ↑  . 東日本旅客鉄道.   [2019-07-11]. （原始内容存档于2019-07-05）.
2. ↑  . 東日本旅客鉄道.   [2019-02-13]. （原始内容存档于2019-03-28）.
3. ↑  . 東日本旅客鉄道.   [2019-02-13]. （原始内容存档于2019-03-28）.
4. ↑  . 東日本旅客鉄道.   [2019-02-13]. （原始内容存档于2019-03-28）.
5. ↑  . 東日本旅客鉄道.   [2019-02-13]. （原始内容存档于2019-03-28）.
6. ↑  . 東日本旅客鉄道.   [2019-02-13]. （原始内容存档于2019-03-28）.
7. ↑  . 東日本旅客鉄道.   [2019-02-13]. （原始内容存档于2019-03-28）.
8. ↑  . 東日本旅客鉄道.   [2019-02-13]. （原始内容存档于2019-03-28）.
9. ↑  . 東日本旅客鉄道.   [2019-02-13]. （原始内容存档于2019-03-28）.
10. ↑  . 東日本旅客鉄道.   [2019-02-13]. （原始内容存档于2019-03-28）.
11. ↑  . 東日本旅客鉄道.   [2019-02-13]. （原始内容存档于2019-03-28）.
12. ↑  . 東日本旅客鉄道.   [2019-02-13]. （原始内容存档于2019-03-28）.
13. ↑  . 東日本旅客鉄道.   [2019-02-13]. （原始内容存档于2019-03-28）.
14. ↑  . 東日本旅客鉄道.   [2019-02-13]. （原始内容存档于2019-03-22）.
15. ↑  . 東日本旅客鉄道.   [2019-02-13]. （原始内容存档于2016-03-04）.
16. ↑  . 東日本旅客鉄道.   [2019-02-13]. （原始内容存档于2019-03-22）.
17. ↑  . 東日本旅客鉄道.   [2019-02-13]. （原始内容存档于2019-03-22）.
18. ↑  . 東日本旅客鉄道.   [2019-02-13]. （原始内容存档于2019-03-22）.
19. ↑  . 東日本旅客鉄道.   [2019-02-13]. （原始内容存档于2019-03-22）.
20. ↑  . 東日本旅客鉄道.   [2019-07-11]. （原始内容存档于2019-07-05）.
21. ↑  . 東日本旅客鉄道.   [2020-07-10]. （原始内容存档于2020-07-10）.

## 外部連結
- 車站資訊（氏家）：東日本旅客鐵道